# Vito Lattanzio
Vito Lattanzio (ur. 31 października 1926 w Bari, zm. 31 października 2010 tamże) – włoski polityk i lekarz, długoletni deputowany, minister w różnych resortach.

## Życiorys
Ukończył studia medyczne na Uniwersytecie w Bari, po czym do 1958 pracował jako patolog. Zaangażował się w działalność polityczną w ramach Chrześcijańskiej Demokracji. W 1954 został sekretarzem partii w prowincji Bari, a w 1956 wszedł w skład rady tej prowincji.
W 1958 po raz pierwszy został wybrany do Izby Deputowanych. Z powodzeniem ubiegał się o reelekcję w ośmiu kolejnych wyborach, zasiadając w niższej izbie włoskiego parlamentu nieprzerwanie do 1994 jako poseł III, IV, V, VI, VII, VIII, IX, X i XI kadencji. W latach 80. pełnił funkcję jej wiceprzewodniczącego.
W 1968 był podsekretarzem stanu w resorcie pracy i ochrony socjalnej, następnie do 1970 zajmował tożsame stanowisko w ministerstwie przemysłu, handlu i rzemiosła. Między 1970 a 1976 sprawował urząd podsekretarza stanu w resorcie obrony. W lipcu 1976 został ministrem obrony, pełnił tę funkcję do września 1977. Ustąpił z niej w ramach politycznej odpowiedzialności za ucieczkę niemieckiego zbrodniarza wojennego Herberta Kapplera. Pozostał jednak w rządzie jako minister transportu i marynarki handlowej (do marca 1978). Od kwietnia 1988 do kwietnia 1991 był ministrem bez teki odpowiedzialnym najpierw za koordynację obrony cywilnej, następnie do czerwca 1992 sprawował urząd ministra handlu zagranicznego.